# Hans van Helden
Hans van Helden (Almkerk, Països Baixos, 27 d'abril de 1948) és un patinador de velocitat sobre gel, ja retirat, neerlandès que posteriorment es nacionalitzà francès. El 1980 es casà amb la també patinadora francesa Marie-France Vives, aconseguint el desembre de 1981 la nacionalitat francesa.
Especialista en llargues distàncies, el 1976 destacà en guanyar el títol nacional de patinatge en la modalitat de combinada amb rècord del món inclòs, títol que repetiria l'any següent. Participà en els Jocs Olímpics d'Hivern de 1976 realitzats a Innsbruck (Àustria), on aconseguí guanyat tres medalles de bronze en les proves de 1.500, 5.000 i 10.000 metres, a més de finalitzar cinquè en els 1.00 metres i dinovè en els 500 metres.
El 1980 no fou seleccionat per competir pels Països Baixos en els Jocs Olímpics d'Hivern de 1980 realitzats a Lake Placid (Estats Units), motiu pel qual demanà la nacionalitat francesa gràcies al seu casament. En els Jocs Olímpics d'Hivern de 1984 realitzats a Sarajevo (Iugoslàvia), en representació de França, participà en les cinc proves masculines, destacant com a millor resultat la quarta posició aconseguida en els 1.500 metres. En els Jocs Olímpics d'Hivern de 1988 realitzats a Calgary (Canadà) tornà a participar en les cinc proves masculines, si bé els seus resultats foren molt més discrets.
Al llarg de la seva carrera aconseguí dues medalles en el Campionat d'Europa de patinatge de velocitat i una en el Campionat del Món de patinatge de velocitat.

## Rècords del món
Rècords del món realitzats per van Helden:
| Distància | Temps   | Data                | Seu    |
| --------- | ------- | ------------------- | ------ |
| 5.000 m   | 7:07.82 | 30 de gener de 1976 | Davos  |
| 1.500 m   | 1:55.61 | 13 de març de 1976  | Inzell |

## Millors marques
Millors marques realitzades per van Helden. Els rècords del món corresponen als temps establerts en el moment que van Helden va realitzar les seves millors marques.
| Distància | Temps    | Data                 | Seu     | Rècord del món |
| --------- | -------- | -------------------- | ------- | -------------- |
| 500 m     | 39.0     | 5 de gener de 1986   | Davos   | 36.57          |
| 1.000 m   | 1:16.32  | 18 de febrer de 1988 | Calgary | 1:12.58        |
| 1.500 m   | 1:55.61  | 13 de març de 1976   | Inzell  | 1:58.7         |
| 3.000 m   | 4:08.11  | 8 de març de 1984    | Inzell  | 4:04.06        |
| 5.000 m   | 6:57.69  | 17 de febrer de 1988 | Calgary | 6:43.59        |
| 10.000 m  | 14:34.84 | 21 de febrer de 1988 | Calgary | 13:48.51       |
| Samalog   | 165.385  | 6 de març de 1988    | Medeo   | 159.356        |